# 根津甚八 (俳優)
根津 甚八（ねづ じんぱち、1947年〈昭和22年〉12月1日 - 2016年〈平成28年〉12月29日）は、日本の俳優、演出家、脚本家、歌手。本名、根津 透（ねづ とおる）。芸名は、劇団「状況劇場」入団時に主宰の唐十郎が苗字の「根津」に合わせて、真田十勇士の根津甚八から取って命名した。ユマニテに所属していた。
山梨県谷村町（現・都留市）出身。日本大学第三高等学校卒業、獨協大学外国語学部フランス語学科中退。

## 来歴
曾祖伯父は東亜同文書院を創立した根津一。歯科医師の家の男ばかりの4人兄弟の三男として生まれる。一家は親戚の家に居候していた。小学3年時に一家で山梨から神奈川県川崎市に転居した。ここでは山梨弁を笑われ馴染むことが出来なかった。両親は教育熱心で、中学は東京の田園調布中学に越境入学。高校は当時赤坂にあった日大三高に進学。
高校時代から演劇に興味を持ち、進学した獨協大学を二年で中退。1969年、唐十郎が主宰する状況劇場に入団。1974年、『唐版 風の又三郎』で主役を務め、以降、同劇団の看板俳優となる。
劇団以外の仕事は1975年の『娘たちの四季』が初めてだったが、唐に相談したところ「俺たちはずっと外へ出てゆかずにやるけど、お前は外でやってもいいよ」と言われ、途方もない疎外感に襲われ、精神的に唐と大きな溝が出来た。このドラマ出演は、主役だった中野良子が『唐版 風の又三郎』を観て、根津に惚れ込み熱烈にオファーしたもので、演劇ファンの女性は「あまり人気が出ないでほしい」と願ったが、テレビ出演後はやっぱり、全国の女性ファンからファンレターが山積みの事態となった。
1978年、『黄金の日日』に石川五右衛門役で出演して注目される。劇団に根津ファンの若い女性が押し寄せるようになり、劇団に居づらくなったことから、1979年に退団。
その後、黒澤明監督作品に主要な役で出演。
2002年頃からは右目下直筋肥大という顔面の病気を患い活動を縮小していた。
2004年7月に交通事故を起こし、被害者を死亡させた。警察の調べに対し、「安全確認が足りなかった」と供述した。その後しばらくの間活動を休止していたが、2006年5月よりブログを開始した。
2007年にユマニテに所属。
2009年、雑誌『週刊現代』8月22・29日合併号に掲載された夫人の手記において、根津がうつ病を患っていることが明らかにされた。持病の椎間板ヘルニアも悪化しており、療養生活を送っていた。2010年9月、俳優業を引退することを公表。演出家や脚本家としての活動は行うが、テレビ出演など表舞台には立たないとした。また同時に、夫人の取材と回想により、闘病生活と俳優時代を回顧した『根津甚八』（根津仁香著、講談社）が刊行された。
2015年、石井隆監督の要望に応え、映画『GONIN サーガ』に出演し、一度限りの銀幕復帰を果たした。
2016年12月29日、肺炎のため東京都内の病院で死去。69歳没。
戒名は天映甚八居士。墓所は静岡県駿東郡小山町の冨士霊園。

## 人物
- オートバイ好きで、1979年から趣味の範疇でモトクロスコースへ通い、競技への参戦歴がある[10]。ヤマハRZ250、ホンダCM400、ヤマハDT50など所有していた。

## 出演

### テレビドラマ
- 娘たちの四季（1975年、フジテレビ）
- 人間の歌シリーズ 冬の運動会（1977年、TBS）
- 土曜ドラマ（NHK）
  - 男たちの旅路 第3部第2話（1977年） - 戸部竜作
  - 失楽園'79（1979年） - 柿沼勇
  - 熱の島で〜ヒートアイランド東京（1997年） - 武藤鷹男
- 新・座頭市 第2シリーズ 第3話 「天保元年駕籠戦争」（1978年1月23日、フジテレビ） - 甚公
- 大河ドラマ（NHK）
  - 黄金の日日（1978年） - 石川五右衛門
  - 獅子の時代（1980年） - 伊藤博文
  - 太平記（1991年） - 新田義貞 　※病気により途中降板した萩原健一から引継。
- 騎馬奉行（1979年、KTV）第1話「憎い男の初仕事」- 第2話「大殺陣! 怒りの刃」
- 木曜座 恋人たち（1980年、TBS） - 笹本道太郎
- 襤褸（ぼろ）と宝石 画家 佐伯祐三の生涯（1980年、NHK） - 佐伯祐三
- 木曜ゴールデン チャップリン暗殺計画（1980年、日本テレビ）
- 東芝日曜劇場 春のささやき（1980年、HBC） - 荒谷保
- 蒼い光芒（1981年、NHK） - 板倉貴揚
- 向田邦子小劇場シリーズ「隣りの女」（1981年5月1日、TBS） - 麻田数男
- 金曜ドラマ 想い出づくり。（1981年、TBS） - 青山信一
- 金曜ドラマ あまく危険な香り（1982年、TBS） - 雨宮高志
- 土曜ワイド劇場（テレビ朝日）
  - 「松本清張の風の息」 (1982年4月10日） - 小枝欣一
  - 「西村京太郎トラベルミステリー34・津軽陸中殺人ルート」（2000年） - 佐山清
- ザ・サスペンス 「一億人を敵にした男 復讐するは我にあり」（1984年4月7日、TBS） - 榎津巌
- 木曜劇場 親戚たち（1985年、フジテレビ）
- 誇りの報酬（1985年 - 1986年、日本テレビ） - 萩原秋夫
- 田原坂（1987年、日本テレビ） - 中原尚雄
- 浅井署長シリーズ（フジテレビ） - 主演・浅井署長
  - 金曜エンタテイメント「男たちの熱い夜」（1988年10月28日・1990年8月3日）
  - 函館強盗殺人事件 ※制作は1990年代か
- 不倫の恋も恋は恋（1988年、フジテレビ） - 五郎
- もどり橋（1988年、NHK）
- 時代劇スペシャル 御宿かわせみ 白萩屋敷の月闇を切る剣（1988年、テレビ朝日） - 神林通之進
- 織田信長（1989年、TBS） - 浅井長政
- ドナウの旅人（原作：宮本輝 / 1989年10月1日・2日、テレビ朝日）
開局30周年記念大作ドラマ。東西冷戦終結前後の大掛かりな東欧ロケが話題になった
- ドラマ10 詩城の旅びと（1989年、NHK） - 小宮栄二
- 外科医有森冴子 第1シリーズ 第6話「ストリッパー物語」（1990年、日本テレビ）
- 月曜・女のサスペンス 文豪シリーズ「欲望の館」（1990年、テレビ東京）
- 月曜ドラマスペシャル （TBS）
  - 「不連続爆破事件」（1991年） - 池辺警視
  - 「十津川警部シリーズ12・丹後殺人迷路」（1997年） - 柴田敬一郎
  - 「弁護士迫まり子の遺言作成ファイル2・時効」（2000年） - 一ノ瀬陽平
- 世にも奇妙な物語「長い一日」（1991年、フジテレビ）
- 誰かが彼女を愛してる（1992年、フジテレビ） - 佐藤浩平
- サザンスコール（1994年、NHK） - 杉野隆三
- 影武者・織田信長（1996年、テレビ朝日） - 黒蜘蛛
- テロリストのパラソル（1996年、フジテレビ） - 桑野誠
- 若葉のころ（1996年、TBS） - 相沢悟郎
- ドラマ新銀河（NHK）
  - 父さんは森に隠れる（1997年） - 永瀬雄一 役
- いちばん大切なひと（1997年、TBS） - 結城毅
- 火曜サスペンス劇場（日本テレビ）
  - 目には目を（1983年） - 三崎 役
  - 取調室8（1998年） - 赤坂勇一郎
  - 逃げる女（1999年） - 工藤恒平
  - 凍えるキリン（2001年2月6日） - 三枝武雄
- ボーダー 犯罪心理捜査ファイル（1999年、YTV） - 瀬戸山満
- 恋の奇跡（1999年、テレビ朝日） - 塚本正春
- 恋愛詐欺師 第7話（1999年、テレビ朝日） - 医者
- 玩具の神様（1999年、NHK） - 落石
- イントゥルーダー（1999年、ABC） - 結城武
- オアシス（2000年、NHK）
- シンデレラは眠らない（2000年、讀賣テレビ） - 岡田宗介
- 学校の怪談 春の呪いスペシャル（2000年、KTV） - 松田
- ドラマDモード ゲームの達人（2000年、NHK） - 是方純平
- 夫についての情報（2000年、NHK）
- 土曜ドラマ 向井荒太の動物日記 〜愛犬ロシナンテの災難〜（2001年、日本テレビ） - 浦島一郎
- 凍えるキリン（2001年、NTV） - 三枝武雄
- 月曜ミステリー劇場 森村誠一サスペンスシリーズ1・灯（2001年、TBS） - 川合祐介
- 連続テレビ小説 ほんまもん（2001年 - 2002年、NHK） - 山中一路
- 婚外恋愛（2002年、テレビ朝日） - 広瀬真一郎
- スーパーテレビ情報最前線特別版 よど号ハイジャック事件122時間の真実 (2002年9月23日、日本テレビ)  - 機長・石田眞二
- NHK夜の連続ドラマ 精霊流し〜あなたを忘れない〜（2002年、NHK） - 櫻井雅人
- E.YAZAWA 成りあがり（2002年、フジテレビ）

### 映画
- 濡れた賽の目（1975年)
- 任侠外伝・玄海灘（1976年） - 田口
- その後の仁義なき戦い（1979年） - 相羽年男
- 影武者（1980年） - 土屋宗八郎
- 無力の王（1981年） - 元帥
- 駅 STATION（1981年） - 吉松五郎
- さらば愛しき大地（1982年） - 山沢幸雄  ※キネマ旬報ベストテン主演男優賞
- この子の七つのお祝いに（1982年） - 須藤洋史
- キッドナップ・ブルース（1982年） - 酔客
- だいじょうぶマイ・フレンド（1983年） - ドクター
- 乱（1985年） - 一文字次郎正虎
- 吉原炎上（1987年） - 古島信輔
- この愛の物語（1987年） - 村雨
- 竜馬を斬った男（1987年） - 坂本竜馬
- 肉体の門（1988年） - 袴田義男
- 226（1989年） - 河野司
- ラッフルズホテル（1989年） - 狩谷俊道
- タスマニア物語（1990年） - 都築晴夫
- よるべなき男の仕事・殺し（1991年） - 八木公義
- 月下の蘭（1991年）
- ジェームス山の李蘭（1992年） - ポール・マキウチ
- ゴト師株式会社 悪徳ホールをぶっ潰せ!（1993年） - 君島一明
  - ゴト師株式会社II（1994年） - 君島一明
  - ゴト師株式会社III（1994年） - 君島一明
  - ゴト師株式会社スペシャル 警視庁防犯課第5104号事件（1995年） - 君島一明
- ヌードの夜（1993年） - 行方耕三
- NOBODY（1994年） - 唐木辰男
- 天使のはらわた 赤い閃光（1994年） - 村木哲郎
- 夜がまた来る（1994年） - 村木哲郎
- 闇ゴルファー 仕掛人烈伝（1994年） - 熊谷一平
  - 闇ゴルファー2　黄金のパター（1995年） - 熊谷一平
- ルビーフルーツ（1995年） - 加賀美久男
- さよならニッポン!（1995年） - 国立
- GONIN（1995年） - 氷頭要
  - GONIN2（1996年） - 通行人
  - GONIN サーガ（2015年） - 氷頭要[11]
- 南の島に雪が降る（1995年） - 村井中尉
- 幻想・アンダルシア（1996年） - 志水幹朗
- Morocco 横浜愚連隊物語（1996年） - 稲山一武
  - Morocco 横浜愚連隊物語2（1996年） - 稲山一武
- SAWADA 青森からベトナムへ ピュリッツァー賞カメラマン沢田教一の生と死（1997年） - 沢田教一（声）
- 夏時間の大人たち（1997年） - テレビドラマの男
- 不機嫌な果実（1997年） - 野村修 役
- ラブ・レター（1998年） - 佐竹義則
- 黒の天使 Vol.1（1998年） - 野木吾郎
- たどんとちくわ（1998年） - 安西
- 鞠智城物語 防人たちの唄（1998年） - 黒当 ※熊本限定公開。2002年に「熊本物語」2部として全国公開
- 借王6 ナニワ相場師伝説（1999年） - 内藤繁樹
- dead BEAT（1999年） - 上村
- 金融腐敗列島 呪縛（1999年） - 中山公平
- 梟の城（1999年） - 服部半蔵
- 千里眼（2000年） - 仙堂芳則
- 死者の学園祭（2000年） - 結城正造
- ekiden 駅伝（2000年） - 繁村
- RED SHADOW 赤影（2001年） - 根来弦斎
- 許されざる者（2003年） - 白石幸長
- ドラゴンヘッド（2003年） - 松尾
- るにん（2004年） - 稲葉重三郎

### Vシネマ
- 闇稼業詐欺道（2000年） - 主演・工藤
- 極悪 人間魚雷ブルース（2000年） - 鮫島一家若頭 一色

### 舞台

#### 状況劇場
- ジョン・シルバー 愛の乞食篇（1970年）
- 吸血姫（1971年）
- 少女仮面（1971年）
- 二都物語（1972年）
- 鐡假面（1972年）
- ベンガルの虎 白骨街道魔伝（1973年）
- 海の牙 黒髪海峡篇（1973年）
- 唐十郎版 風の又三郎（1974年）
- 夜叉綺想（1974年）
- 腰巻おぼろ 妖鯨篇（1975年）
- 糸姫（1975年）
- 下町ホフマン（1976年）
- おちょこの傘持つメリー・ポピンズ（1976年）
- 蛇姫様（1977年）
- 唐十郎版 俳優修行（1977年）
- ユニコン物語 台東区篇（1978年）
- 河童（1978年）

#### その他
- フール・フォア・ラブ（英語版）（1986年）
- デストラップ死の罠（英語版）（1990年）
- ウィンド・イン・ザ・ウィロー（1993年）
- 太陽が死んだ日（英語版）（1996年）
- オーファンズ（英語版）（2000年）

### OVA
- 天使のたまご（1985年） - 少年 役 ※主演

### 劇場アニメ
- ボビーに首ったけ（1985年） - 木田
- 機動警察パトレイバー 2 the Movie（1993年） - 柘植行人
- 土俵の鬼たち（1994年） - 花田満

### 吹き替え
- アンタッチャブル（エリオット・ネス/ケビン・コスナー）※フジテレビ版
- テラコッタ・ウォリア 秦俑 (蒙天放/張芸謀)
- ダイヤモンド・スカル/華麗なる殺意（ヒューゴ・ブラックトン卿/ガブリエル・バーン）

### バラエティ
- どっちの料理ショー（讀賣テレビ放送）カツ丼、深川丼、ネギトロ丼、赤飯、キムチチゲで完食。イカ、焼肉丼で食べられず。5勝2敗。

### ラジオ
- 根津甚八のZIPPO STORY（TBSラジオ）
- ニューヨーク根津甚八アベニュー〜あいつはハードチャンピオン（エフエム東京）

### CM
- ホンダ「スーパータクト」（1984年）
- ヘレンカーチスジャパン「フィネス」（1987年）
- メニコンEX コンタクトレンズ（1988年）
- キリンビール 「キリンゴールデンビター」（1992年）[12]
- ペプシコ・インク日本支社（現：サントリーフーズ） 缶コーヒー「バーディ」（1995年）
- Apple「The Crazy Ones（日本版）」ナレーション（1997年）

### その他
- THE RULE 1億3千万人のクルーたち（1998年、国税庁企画の租税教育用ビデオ） - キャプテン 役

## ディスコグラフィー

### シングル
1. ほたる草（1976年、テイチク、RS-5）
  - 作詞：池田充男 / 作曲：森山慎也 / 編曲：伊藤雪彦

（c/w 地図のない旅）
2. ゆきずり（1976年、テイチク、RS-31）
  - 作詞：池田充男 / 作曲：森山慎也 / 編曲：伊藤雪彦

（c/w ろくでなしの唄）
3. こころ泣き（1977年、テイチク、RS-53）
  - 作詞：池田充男 / 作曲：上原賢六 / 編曲：伊藤雪彦

（c/w あじさいの宿で）
4. ピエロ（1979年9月、キャニオン、C-153）
  - 作詞・作曲：中島みゆき / 編曲：大村雅朗

（c/w まだ浅い別れ）
5. FAR AWAY（1980年6月、キャニオン、C-182）
  - 作詞：阿木燿子 / 作曲：宇崎竜童 / 編曲：石川鷹彦

（c/w セントルイスブルース演ってくれ）
6. ボヘミア・ロマン（1980年10月、キャニオン、7A-0021）
  - 作詞：佐々木克彦 / 作曲：鈴木キサブロー / 編曲：石川鷹彦

（c/w ランブリング・マン）
7. 上海帰りのリル（1982年5月、キャニオン、7A-0182）
  - 作詞：東条寿三郎 / 作曲：渡久地政信 / 編曲：チト河内

（c/w しゃんそん）
8. エトランゼ（1983年5月21日、キャニオン、7A-0276）
  - 作詞：あがた森魚 / 作曲・編曲：井上大輔

（c/w 夜も更けて）
9. 恋のかけら（1986年8月21日、キング、K07S-10119）
  - 作詞・作曲：宇崎竜童 / 編曲：梅垣達志

（c/w 仕事なので）

### オリジナル・アルバム
1. ゆきずり 根津甚八・男の哀歌（1976年、テイチク、GM-43）
  - 後に5曲を追加し『やすらぎ 根津甚八・男の哀歌』と改題の上で2016年にCD化された。
2. ル・ピエロ（1979年11月、キャニオン、C25A-0064）
3. 火男（1982年5月、キャニオン、C28A-0215）※チト河内プロデュース
4. +B 1984 BERLIN（1984年4月5日、キャニオン、C28A-0327）※佐久間正英プロデュース
5. PLAY IT AGAIN（1986年11月21日、キング、LP：K28A-763 / CD：K32X-105）

### ライブ・アルバム
1. 根津甚八ファーストコンサート（1980年3月、キャニオン、C25A-0081）
  - 1980年1月29日に渋谷公会堂、1月31日に大阪厚生年金大ホールにて収録。

### ベスト・アルバム
- DUST SHOOT（1983年9月5日、キャニオン、C28A-0289）

## 書籍

### 著書
- 『1万回のキャスティング』ダイヤモンド社、1997年5月16日。ISBN 978-4478960424。

### 写真集
- 津坂太郎 撮影『根津甚八写真集』双葉社、1979年11月。
- 津坂太郎 撮影『La : 根津甚八写真集』双葉社、1983年9月20日。
- 津坂太郎 撮影『根津さぁ〜ん。 : 根津甚八写真集』双葉社、1985年4月。ISBN 978-4575760033。

### 関連書籍
- 根津仁香『根津甚八』講談社、2010年9月。ISBN 978-4062164641。